# 小野中彰大
小野中 彰大（おのなか あきひろ、1991年12月19日 - ）は、日本の漫画家。文星芸術大学マンガ専攻非常勤講師。群馬県利根郡昭和村出身。

## 来歴
文星芸術大学を卒業後、2014年に徳間書店『月刊COMICリュウ』編集部主催の第16回龍神賞で応募作『クミカのミカク』が銅龍賞を受賞し、翌2015年10月号より連載化した。
2023年に竹書房『ストーリアダッシュ』連載の『魔法少女にあこがれて』のアニメ化が発表され、翌2024年1月から放送。
出身地の昭和村で2019年より夏期に開催されるイベント「とうもろこし迷路」では、景品イラストの提供で協力している。

## 作品リスト
- 『クミカのミカク』徳間書店〈リュウコミックス〉、全6巻（『月刊COMICリュウ』2015年10月号[8] - 2018年8月号→2018年7月（web）[9]）
  1. 2016年1月13日発売[10]、ISBN 978-4-19-950490-7
  2. 2016年8月12日発売[11]、ISBN 978-4-19-950525-6
  3. 2017年3月13日発売[12]、ISBN 978-4-19-950557-7
  4. 2017年9月13日発売[13]、ISBN 978-4-19-950586-7
  5. 2018年3月13日発売[14]、ISBN 978-4-19-950614-7
  6. 2018年9月13日発売、ISBN 978-4-19-950646-8
- 群馬めし 〜あったか おっきりこみ〜（『いただき〼幸せごはん』11巻[15]、13巻[16]）
- 『魔法少女にあこがれて』竹書房〈バンブーコミックス〉、既刊11巻（『まんがライフSTORIA』→『ストーリアダッシュ』2019年[17] - 連載中）